# Chalioti

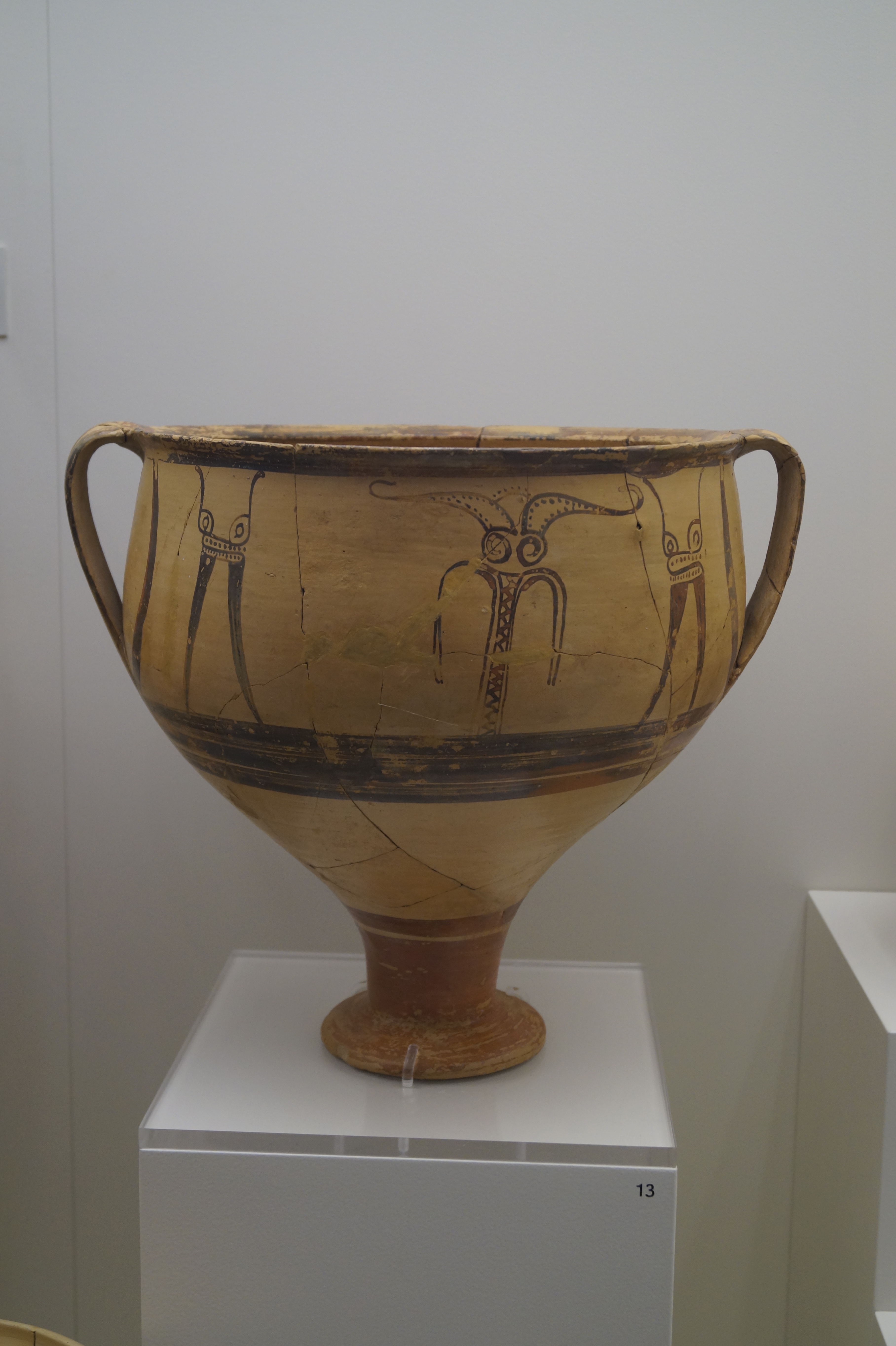
Späthelladischer mit Blumen und Murexmuscheln verzierter Krater aus den Kammergräbern von Chalioti.

Chalioti (griechisch Χαλιώτη) ist ein Ortsteil von Peristeria im Südosten der griechischen Insel Salamis. Er liegt an der Ostküste der Insel und schließt direkt nördlich an Peristeria an. In der Nähe des Ortsteils wurde eine Gruppe mykenischer Gräber entdeckt.

## Mykenischer Friedhof
1950 veröffentlichte der US-amerikanische Archäologe David Moore Robinson den Ankauf eines kleinen Hortfundes. Dieser Hort sollte nach seinen Informationen aus einem Kammergrab von der Insel Salamis stammen. Er bestand aus fünf Tongefäßen aus späthelladischer Zeit (SH II–III): einer Tasse mit Henkel, einem Vaphio-Becher, einer Bügelkanne, einer Amphore und einer Oinochoe. Außerdem umfasste er noch zehn Tonfiguren – sieben der sogenannten Phi- und drei der Psi-Figuren. Da die Figuren alle in SH III zu datieren sind, vermutete Robinson, dass das Grab auch aus dieser Zeit stammte.
Man ging davon aus, dass diese Gegenstände aus einem Kammergrab bei Chalioti stammten. Daraufhin führte der griechische Archäologe Efthymios Mastrokostas 1959 in Chalioti Rettungsgrabungen durch und entdeckte eine Gruppe von drei Kammergräbern. Die Gräber datieren in die Zeit SH IIIA1–B1 (14.–13. Jahrhundert v. Chr.). Er fand zahlreiche gut erhaltene Keramikgegenstände. Darunter waren auch zwei Rhyta mit ösenförmigem Griff aus der Zeit SH III A2 spät. In Kammergrab 2 kam unter anderem ein graubraunes bis schwarzes Siegel aus Steatit zum Vorschein. Die Funde sind teilweise im Archäologischen Museum Salamis ausgestellt.